# Joop Stakenburg

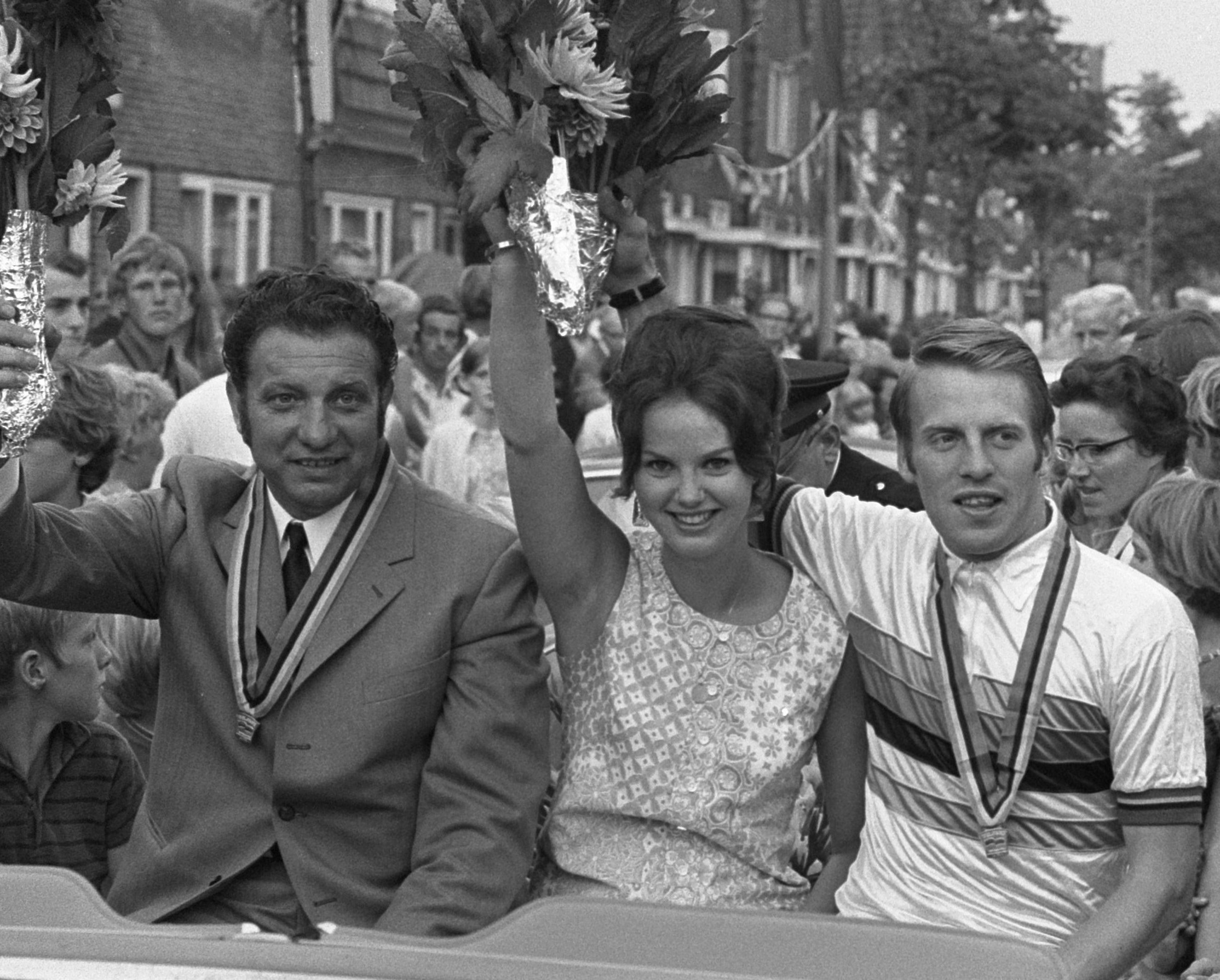
Joop Stakenburg (l.) nach dem Gewinn der Steher-WM 1970 mit Cees Stam (r.)

Joop Stakenburg, auch John, (* 21. Januar 1928 in Amsterdam; † 20. Oktober 1989 in Ansbach) war ein niederländischer Radrennfahrer und Schrittmacher.
Joop Stakenburg war Profi von 1951 bis 1963. Der größte von ihm in dieser Zeit bekannte Erfolg war der dritte Platz bei den Niederländischen Steher-Meisterschaften. Er fuhr im Team „Kraantje Lek“ u. a. mit Jan Derksen zahlreiche Straßenrennen. Er benutzte auch den Vornamen „John“, weil er diesen internationaler fand als „Joop“.
Größere Erfolge hatte Stakenburg als Schrittmacher. 1970 führte er seinen Landsmann Cees Stam zu dessen erster Steher-Weltmeisterschaft, noch als Amateur. 1973 und 1974 gewannen die beiden gemeinsam die Steher-WM der Profis.
Am 2. Februar 1978 stellte Nico Been im Ferry-Dusika-Hallenstadion in Wien mit 74,272 Kilometern einen Stundenweltrekord hinter  Stakenburg auf. 1986 führte Stakenburg Fred Rompelberg auf der olympischen Radrennbahn in Moskau zu zwei neuen Rekorden: über 100 Kilometer hinter Motorführung (1:13,55 Stunden) sowie den Stundenweltrekord (81 Kilometer). Rompelberg verbesserte damit seine beiden eigenen Rekorde aus dem Jahr 1982.
1989 kam Stakenburg auf dem Weg zu einem Radrennen bei einem Unfall auf einer Autobahn in Deutschland ums Leben. Auf dem Autoanhänger befand sich seine Schrittmachermaschine.